# Яшин, Илья Валерьевич
Илья́ Вале́рьевич Я́шин (род. 29 июня 1983, Москва) — российский оппозиционный политик и общественный деятель.
Яшин стал известен в начале 2000-х годов как один из лидеров движения «Оборона» и член «Молодёжного Яблока» благодаря участию в митингах и акциях протеста. С 2006 года — член федерального бюро партии «Яблоко». 18 декабря 2008 года был исключён из «Яблока» за то, что вошёл в руководство движения «Солидарность», где стал близким соратником Бориса Немцова.
С 2010 года участвовал в движении «Партия народной свободы „За Россию без произвола и коррупции“». В 2011 году участвовал в массовых протестах против фальсификации результатов выборов в Госдуму. С 2012 по 2016 год был заместителем председателя партии ПАРНАС.
После убийства Бориса Немцова в 2015 году Яшин возглавил команду журналистов, закончивших доклад «Путин. Война». В феврале 2016 года Яшин опубликовал доклад «Угроза национальной безопасности», где содержалась резкая критика главы Чечни Рамзана Кадырова. Яшин также публично обвинял Кадырова в организации убийства Немцова.
На муниципальных выборах 2017 года в Москве избран депутатом муниципального округа Красносельский. Пробыл на этой должности до лета 2021 года.
В 2019 году российские власти сняли Яшина и ряд других независимых кандидатов с выборов в Московскую городскую думу. В 2021 году власти не дали Яшину зарегистрироваться в кандидаты на довыборы в Мосгордуму, обвинив его в связях с «экстремистами» из ФБК и штабами Навального. Яшин сотрудничал с Алексеем Навальным с 2005 года.
В 2022 году резко осудил российское вторжение в Украину, но принципиально отказался от эмиграции и продолжал снимать антивоенные ролики для своего YouTube-канала. 28 июня задержан полицией в Москве под предлогом «неповиновения полиции», после чего уже в спецприёмнике 13 июля был арестован по «закону о фейках». Поводом для обвинений стал его ролик о резне в Буче. Во время нахождения в СИЗО, 22 июля, был внесён в список «иностранных агентов». В декабре был приговорён к 8,5 годам лишения свободы. 1 августа 2024 года освобождён в рамках обмена заключёнными между Россией и Западом и выслан в Германию.

## Биография
Илья Валерьевич Яшин родился в Москве 29 июня 1983 года. Его родители — из среды научно-технической интеллигенции, работали в Научно-исследовательском институте радиофизики (Москва). Отец — Валерий Анатольевич Яшин (род. 1960), в 1990-х годах начал небольшой семейный бизнес. Мать — Татьяна Ивановна Яшина (род. 1960), помогала мужу с бухгалтерией.

### Образование
После окончания общеобразовательной школы с углублённым изучением русского языка и литературы и художественной школы, в 2000 году Илья поступил на факультет политологии Международного независимого эколого-политологического университета. Защитил в 2005 году дипломную работу «Технологии организации протеста в современной России», написанную под научным руководством Сергея Черняховского. С 2007 года Яшин проходил обучение на кафедре прикладной политологии в аспирантуре Высшей школы экономики, возглавляемой Юлием Нисневичем.

### Яблоко
Политическая карьера Яшина началась в 2000 году в московской ячейке «Молодёжного Яблока» — на тот момент малоактивной сети молодёжных политических клубов в крупных городах. Проявив заметную активность, в 2001 году Яшин возглавил «Московское молодёжное „Яблоко“», а в 2003 году был избран в региональный совет московского отделения «Яблока». На фоне неудачного участия в выборах в Государственную Думу IV созыва в партии началось размежевание между сторонниками сохранения существовавшего политического курса «Яблока» в лице Григория Явлинского и Сергея Митрохина и приверженцами сотрудничества со внесистемной оппозицией, в числе которых были Яшин и глава Санкт-Петербургского регионального отделения «Яблока» Максим Резник. Молодёжная политика приобрела большое значение в глазах руководства «Яблока» после революции роз в Грузии и оранжевой революции на Украине, большую роль в которых сыграли молодёжные движения. Весной 2005 года Яшин сперва выступил сооснователем коалиционного молодёжного движения «Оборона», в которое вместе с членами партии «Яблоко» вошли представители других оппозиционных сил, и был назначен главой новообразованного всероссийского «Молодёжного Яблока». Уже на следующий год вошёл в федеральное бюро «Яблока». Кроме того, в 2002—2006 годах Яшин работал помощником депутата Московской городской думы от партии «Яблоко» Евгения Бунимовича, а в конце 2005 года сам выдвигался в Мосгордуму от «Яблока» по Университетскому округу, но уступил кандидату от КПРФ Николаю Губенко и от «Единой России» Владимиру Платонову.

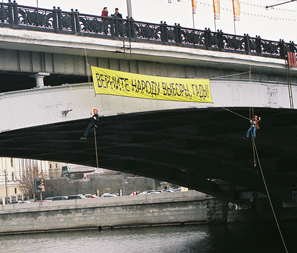
Акция 23 ноября 2006 года «Верните народу выборы, гады!»

В период членства в «Яблоке» Илья Яшин принял участие в ряде заметных политических акций. Первой несанкционированной акцией молодых активистов «Яблока» под руководством Яшина стало выступление с транспарантом «Долой полицейское самодержавие!» у здания ФСБ на Лубянской площади в июле 2004 года, в рамках которой пикетчики забросали шариками с гуашью мемориальную доску председателю КГБ Юрию Андропову. В январе 2005 года Яшин публично обрился «под ноль» перед зданием Генерального штаба в рамках акции «Против отмены студенческих отсрочек от призыва в армию». 26 апреля 2005 года Яшин был задержан в Минске на протестном шествии «Чарнобыльскі шлях» и получил 10 суток административного ареста (это был его первый арест). Наказание Яшин отбывал в спецприёмнике на пер. Окрестина, был освобождён спустя 4 дня вместе с другими гражданами России по ходатайству российского посла. В ноябре 2006 года Яшин и координатор движения «Да!» Мария Гайдар, используя альпинистское снаряжение, развернули под Большим Каменным мостом со стороны Кремля 10-метровый баннер «Верните народу выборы, гады!». В апреле и ноябре 2007 года Яшин принял участие в организованных коалицией «Другая Россия» московских Маршах несогласных. Также в сентябре 2007 года Яшин и активист регионального отделения «Яблока» в Санкт-Петербурге Александр Шуршев совершили символическое «самосожжение» в огнеупорных костюмах в знак протеста против передачи президентской власти преемнику.
Конфликт между Яшиным и партийным руководством начался с выборов в Государственную думу V созыва в декабре 2007 года, в которых «Яблоко» решило принять участие. Благодаря акционизму Яшин приобрёл известность в политических кругах и рассматривался как кандидат в первую «тройку» федерального списка «Яблока». Однако в выступлении на федеральном совете партии в июне 2007 года Яшин призвал однопартийцев отказаться от «политической зависимости» и бойкотировать «выборы без выбора». Выборы в Думу V созыва оказались провальными для «Яблока», набравшего в результате голосования 1,59 % голосов, что Яшин использовал для начала собственной кампании по смещению действовавшего руководства партии. 19 декабря 2007 года он опубликовал собственную программу, предполагавшую переход к коллегиальному управлению «Яблоком» и сближение с другими оппозиционными демократическими силами. Накануне выборов нового председателя партии Яшин снял свою кандидатуру в пользу Максима Резника, также поддерживавшего сближение с внесистемной оппозицией, но сторонники радикальных перемен оказались в меньшинстве и собрали лишь 19 % голосов делегатов на июньском съезде 2008 года. Тогда же Яшину и Резнику поставили в вину участие в работе Национальной ассамблеи — альтернативного парламента, созданного «Другой Россией», сотрудничество с которой Явлинский счёл неприемлемым. Сам Яшин, однако, утверждал, что никогда не был участником Национальной ассамблеи, а свою подпись под хартией альтернативного парламента поставил исключительно для того, чтобы поддержать Максима Резника, когда тому грозило исключение из партии за присутствие на одном из заседаний ассамблеи.
Несмотря на открытую оппозицию к Явлинскому и Митрохину, Яшин сохранил партийный билет до конца 2008 года, когда выступил соучредителем коалиционного движения «Солидарность» и вошёл в его руководство. В партии считали, что внесистемное движение могло перетянуть многих членов партии, а избрание заметного партийного активиста в президиум «Солидарности» создаёт нежелательные риски.
18 декабря 2008 года решением московского регионального совета «Яблока» Яшин был исключён из партии по обвинению в создании партии раскола и нарушениях решений её вышестоящих органов. За несколько недель до этого московское отделение партии распространило заявление «О недопустимости нанесения политического ущерба региональному отделению РОДП „Яблоко“ в городе Москве». В нём было сказано, что деятельность «Солидарности» «противоречит политической платформе» «Яблока» и предложено всем «яблочникам» «выйти из организационных структур „Солидарности“, отказаться от мандатов делегатов её съезда».
В защиту Яшина высказывались Виктор Шейнис, Алексей Арбатов, Сергей Ковалёв, Валерий Борщёв и другие авторитетные представители «Яблока», на партийное руководство обрушились обвинения в авторитарном стиле управления, однако решение осталось в силе.

### Оборона

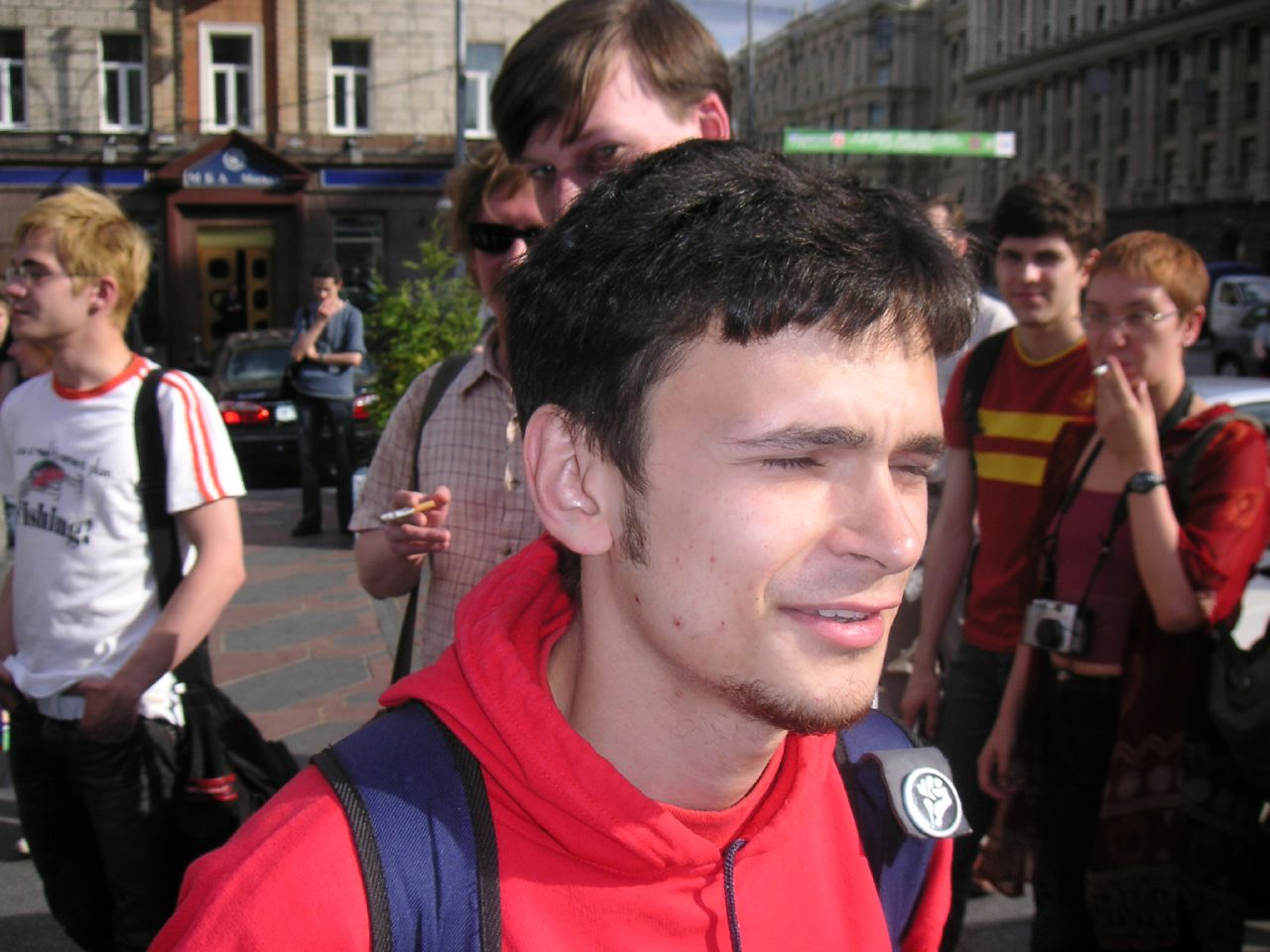
Илья Яшин в 2005 году

Весной 2005 года Яшин выступил сооснователем коалиционного молодёжного движения «Оборона», которое объединило представителей молодёжных ветвей «Яблока» и СПС, «Идущих без Путина» и другие малые политические силы. Формально у «Обороны» было коллегиальное управление, но Яшин фактически возглавил организацию как наиболее авторитетный её участник. Войдя в Координационный совет «Обороны», он оставил руководящую должность в московском «Молодёжном Яблоке» Ивану Большакову, но фактически продолжил выступать от лица молодёжной ячейки партии, а Большаков стал его заместителем в «Обороне». Движение сохранило тесную связь с «Яблоком» и проводило совместные акции, но придерживалось более радикальных взглядов и позволяло большую свободу высказывания. Некоторое время «Оборона» была крупнейшей и наиболее активной молодёжной организацией либерально-оппозиционной направленности, но после поражения Яшина на выборах в Координационный совет в начале 2006 года в движении произошёл раскол. Уступив в тайном рейтинговом голосовании, Яшин обвинил конкурентов в консолидации против него из-за отказа принимать финансирование от бывшего руководителя ЮКОСа Леонида Невзлина. В последовавших спорах сторонники Яшина требовали сохранения за ним руководящей должности в «Обороне», а оппоненты критиковали его за стремление узурпировать коллективную инициативу и предлагали продолжить работу в качестве рядового члена. В качестве компромиссного решения члены «Яблока» предложили учредить в дополнение к Координационному совету «Политический исполком» под руководством Яшина в статусе финансового директора с правом выступать от лица «Обороны». Накануне очередного собрания, посвящённого обсуждению выходов их сложившейся ситуации, «Молодёжное Яблоко» проголосовало за выход из «Обороны», а Яшин подготовил соответствующую публикацию для «Новой газеты». На заседании между сторонниками Яшина и его оппонентами возник жёсткий конфликт, «яблочники» обвинили представителей молодёжного «СПС» в «ориентации на олигархов» и попытках «реставрировать 90-е» и демонстративно покинули движение.

### Солидарность

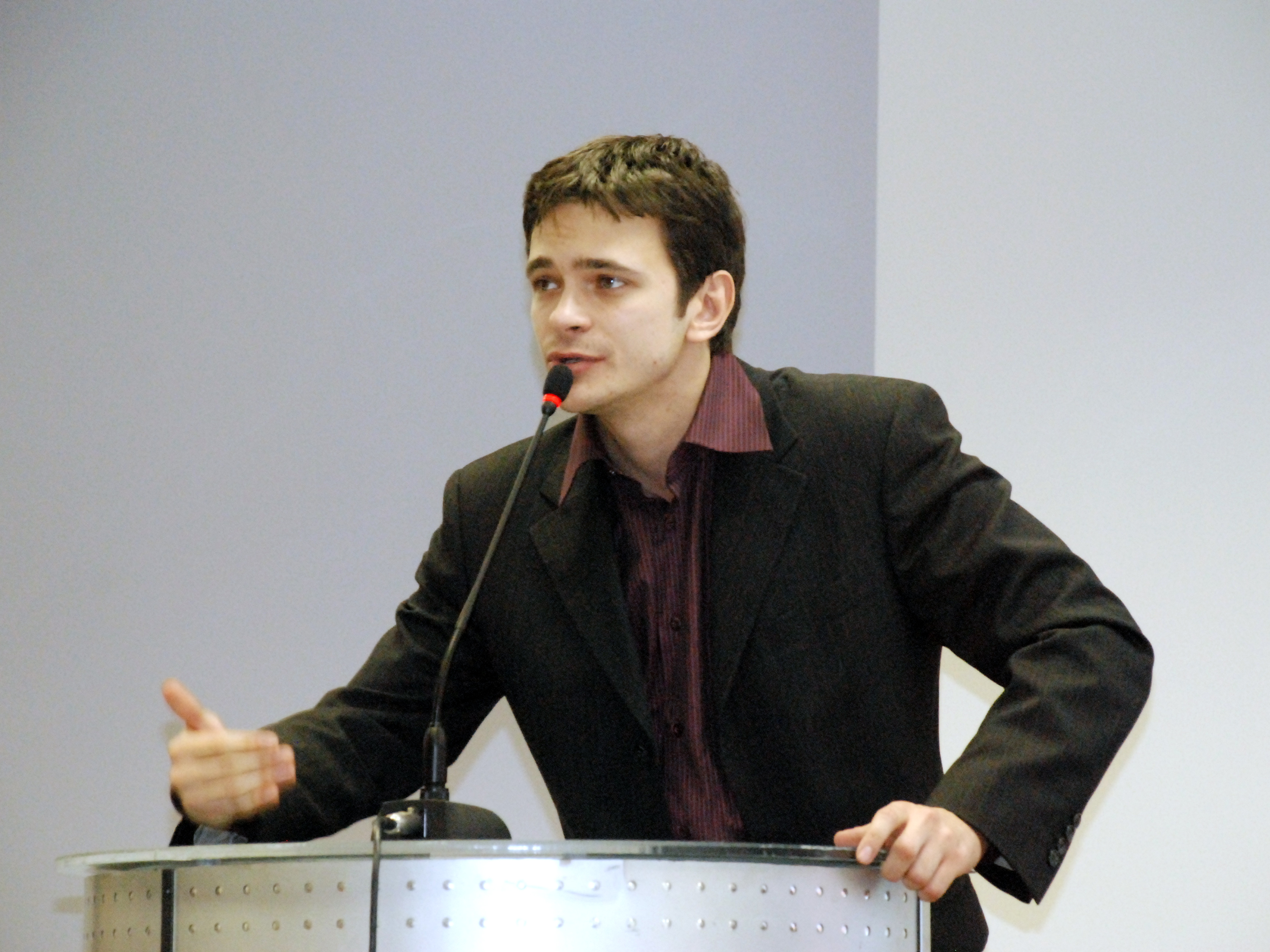
Яшин на московской конференции движения «Солидарность», 23 ноября 2008 года

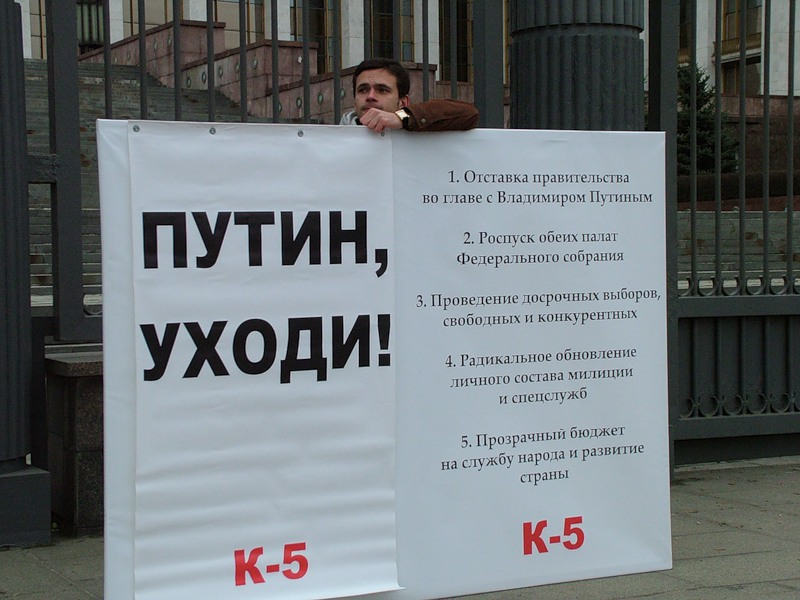
Пикет Ильи Яшина перед Белым домом 18 ноября 2010 года

Вступив в «Солидарность», Яшин был избран в Федеральный Политсовет движения, а также в Бюро Политсовета вместе с Борисом Немцовым, Гарри Каспаровым и другими известными и опытными оппозиционерами, вслед за которыми в движение пришли члены СПС и Объединённого гражданского фронта. Весной 2009 года Яшин возглавлял штаб Немцова на выборах мэра Сочи. По итогам голосования Немцов получил 13,6 % голосов, Яшин сообщил о масштабных фальсификациях при досрочном голосовании и голосовании на дому, вбросах бюллетеней на избирательных участках и давлении на наблюдателей, однако даже официальный результат назвал достаточно высоким. В июле того же года «Солидарность» выдвинула Яшина в числе других кандидатов на выборах в Мосгордуму, однако, избирательная комиссия забраковала 100 % подписей, собранных в его поддержку. Формальной причиной стало якобы несоответствие формы подписного листа действующему законодательству: на нём отсутствовал набранный мелким шрифтом подстрочник-подсказка, указывающий, в какой графе нужно заполнять фамилию, имя и отчество подписанта. Яшин объяснял, что подстрочник этот носит абсолютно формальный, рекомендательный характер, тем не менее был снят с выборов. Впоследствии в регистрации было отказано и другим представителям «Солидарности».
В качестве члена федерального совета демократического движения «Солидарность» Яшин принял участие в антиправительственных митингах в Калининграде в январе и августе 2010 года. Качества Яшина как организатора уличного протеста проявились во время оппозиционных акций, сопровождавших выборы в Государственную думу VI созыва и президентские выборы 2012 года. Во время первого митинга, организованного «Солидарностью» 5 декабря 2011 года, Илья Яшин и оппозиционер Алексей Навальный возглавили несанкционированное шествие до Лубянской площади, где были задержаны полицией. Также Яшин выступил организатором и участником митингов 10 и 24 декабря 2011 года, 4 февраля и 5 марта 2012 года. В феврале 2012 года Яшин с группой активистов вывесил на Софийской набережной напротив Кремля 140-метровый баннер с надписью «Путин, уходи», на снятие которого сотрудникам полиции потребовалось более часа. В мае 2012 года Яшин выступил координатором лагеря оппозиции «ОккупайАбай» в сквере у памятника Абаю Кунанбаеву на Чистопрудном бульваре.

### ПАРНАС
Во второй половине 2010 года «Солидарность», Российский народно-демократический союз Михаила Касьянова, Республиканская партия России Владимира Рыжкова и Объединённый гражданский фронт Гарри Каспарова сформировали для участия в будущих выборах коалицию, получившую название «Партия народной свободы „За Россию без произвола и коррупции“» (сокращённо — ПАРНАС). В феврале 2011 года организация открыла первое региональное отделение в Москве, в котором Яшин стал сопредседателем от «Солидарности». Первоначально объединение рассматривалось как надпартийное, но на фоне массовых протестов 2011—2012 годов участники ПАРНАСа приняли решение реорганизовать его в партию. В мае 2012 года Министерство юстиции Российской Федерации восстановило регистрацию Республиканской партии России, в июне на её базе была учреждена «Республиканская партия России — Партия народной свободы». Каспаров покинул ПАРНАС ещё на этапе формирования, в 2014 году из-за конфликта с другими сопредседателями партию покинул Рыжков, и после убийства Бориса Немцова в 2015 году Касьянов остался единственным председателем. На фоне потери харизматичных лидеров, ПАРНАС был реорганизован в единую платформу для оппозиционных кандидатов на выборах в Государственную думу VII созыва и создал коалицию с Алексеем Навальным.
Конфликт в демократической коалиции развернулся в апреле 2016 года после выхода на телеканале НТВ фильма «Касьянов день», посвящённый отношениям бывшего премьер-министра России, оппозиционера Касьянова и члена ПАРНАС Натальи Пелевиной. Значительную часть хронометража фильма составили полученные незаконным путём материалы скрытой съёмки и прослушки, на которых Касьянов и Пелевина в уничижительном тоне высказывались о других оппозиционерах, включая Навального и Яшина. В числе прочего Пелевина утверждала, что Яшин был согласен продать ей своё место в партийном списке за 30 000 долларов, и клеймила молодого политика за беспринципность. Впрочем, в дальнейшем никто из участников событий и упомянутых ими людей не подтвердил озвученную Пелевиной информацию, а сама она извинилась перед всеми за содержание фильма и вышла из руководящих органов партии. В ходе последовавшего скандала Яшин настаивал, что Касьянов должен был отказаться от квоты на первое место в партийном списке, которое планировал получить в обход партийных праймериз. В знак протеста против безальтернативного назначения Касьянова Яшин снял свою кандидатуру с внутрипартийного голосования. В декабре 2016 года Яшин и около трети членов политсовета, главным образом, бывшие соратники Бориса Немцова, вышли из партии ПАРНАС.

### Координационный совет

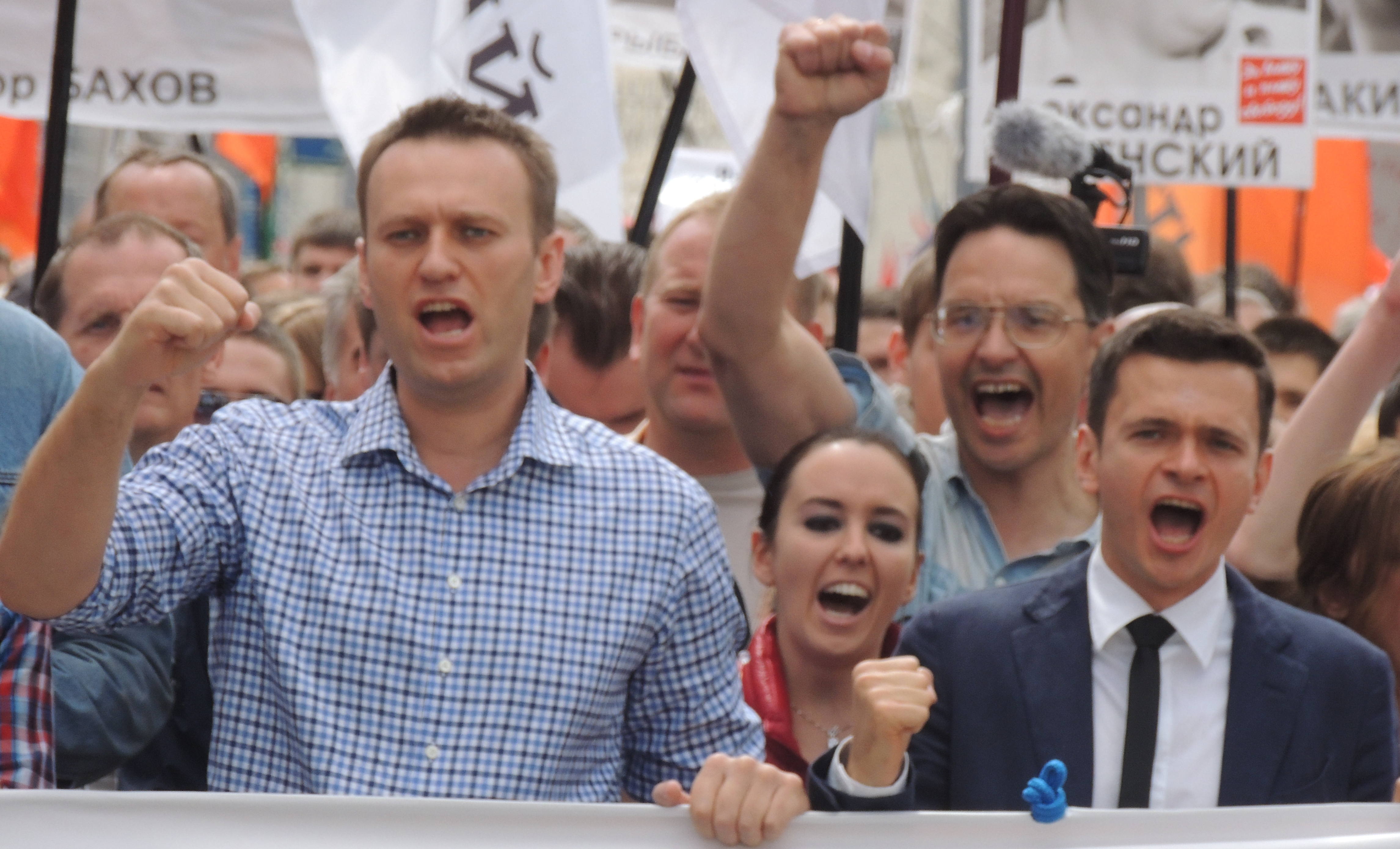
Алексей Навальный, Анна Ведута и Илья Яшин на марше протеста 12 июня 2013 года в Москве

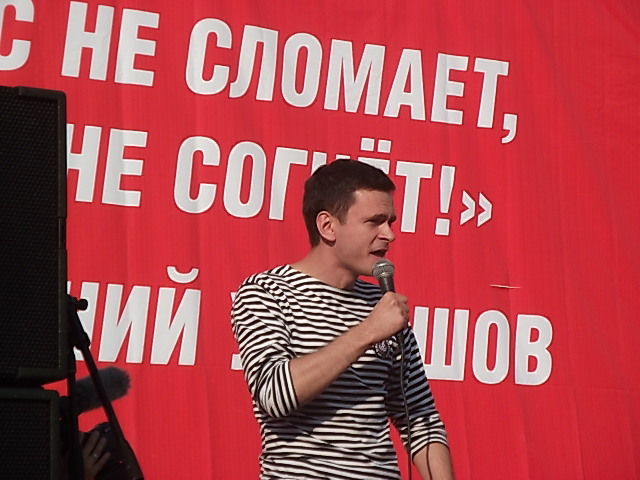
Илья Яшин выступает на митинге в поддержку Евгения Урлашова. Ярославль, 16 июля 2013 года

22 октября 2012 года Яшин занял 5 место на выборах в Координационный совет российской оппозиции, собрав 32,4 тысячи голосов в свою поддержку, и вошёл в его состав. Совет был задуман как легитимный орган для координации действий оппозиционных сил и выдвижения политических требований, срок полномочий участников совета был ограничен 1 годом. К концу этого года многие участники покинули объединение, другие разочаровались и отказались продолжать работу в следующем цикле. Рассуждая о проблемах Координационного совета в сентябре 2013 года, Яшин отметил отсутствие долгосрочной стратегии, неэффективность слишком большого коллегиального органа, провал идеи идеологических квот для участников (которые по задумке должны были обеспечить представительство в КС всем оппозиционным политическим силам), поляризацию участников совета. Яшин расценил создание и работу Координационного совета как важный опыт, но скептически отнёсся к возможности новых выборов и продолжении работы этого органа.

### Муниципальный депутат
На прошедших в единый день голосования 10 сентября 2017 года выборах в советы муниципальных депутатов города Москвы Яшин и его соратники по «Солидарности» получили 7 мандатов в 2 округах Красносельского района (кандидаты от «Единой России» получили 3 мандата и оказались в меньшинстве). 1 октября Яшин, Константин Янкаускас, Максим Мотин и Юлия Галямина провели на территории дизайн-завода «Флакон» конгресс независимых муниципальных депутатов, призванный объединить новых городских оппозиционных политиков. Мероприятие собрало около 100 человек, которые обсудили необходимость расширения полномочий местного самоуправления, вопросы формирования бюджетов муниципальных образований, планы совместной законотворческой деятельности. На собрании муниципальных депутатов 7 октября 2017 года Яшин был избран председателем совета депутатов муниципального округа «Красносельский».
Одной из первых инициатив Яшина на посту главы муниципального собрания стал законопроект об отмене предусмотренного городским законодательством единовременного вознаграждения для выходящих на пенсию муниципальных служащих (в кратности к количеству полных лет за весь период занимаемой должности), который Яшин в октябре 2017 года внёс в Мосгордуму. Поводом стала соответствующая просьба его предшественницы Алевтины Базеевой из партии «Единая Россия», обратившейся за выплатой 5 окладов, что составляло 500 тысяч рублей. Алевтина Базеева утверждала, что запрошенная сумма вдвое меньше положенной ей по выслуге лет, а предусмотренные для подобных выплат средства муниципального бюджета не могут быть использованы в иных целях, однако Яшин счёл эту практику разновидностью «золотых парашютов». В декабре 2017 года Яшин отказался от положенного ему как главе муниципального округа служебного автомобиля с водителем, и с апреля 2018 года этот автомобиль стал использоваться как социальное такси для маломобильных жителей района.
В феврале 2019 года Яшин вместе с муниципальными депутатами районов Тимирязевский и Зюзино Юлией Галяминой и Константином Янкаускасом подал судебный иск к столичному департаменту ЖКХ с требованием запретить использование химических реагентов в зимний период. В исковом заявлении депутаты ссылались на 42-ю статью Конституции и нормы федерального законодательства, которые гарантируют право граждан на благоприятную окружающую среду. В марте 2019 года Тверской районный суд отказал депутатам в удовлетворении иска.
12 июля 2021 Яшин объявил о том, что планирует уйти в отставку с должности главы округа, сославшись на давление прокуратуры. 27 июля Совет Депутатов принял его отставку и назначил на должность главы района Елену Котёночкину. При этом Яшин остался муниципальным депутатом.

#### День свободных выборов
Широкий резонанс вызвал процесс организации митинга 24 декабря 2017 года, которая вылилась в несогласие между Яшиным и Дмитрием Гудковым, в которое оказались вовлечены Алексей Венедиктов и Алексей Навальный. 11 декабря 2017 года движение «Протестная Москва» подало в мэрию Москвы заявку на проведение на проспекте Академика Сахарова 24 декабря 2017 года акции за честные выборы, приуроченной к шестой годовщине 100-тысячного митинга 2011 года и дню ожидаемого выдвижения Владимира Путина кандидатом на президентских выборах 2018 года. На следующий день Яшин и Навальный выступили с аналогичной инициативой, предложив в качестве места проведения сквер на Лермонтовской площади, а в качестве формата — районный праздник «День свободных выборов», который муниципалитет может провести без согласования. Инициатива вызвала недовольство мэрии, которая расценила действия Яшина как попытку организовать под видом праздника митинг, попадающий под действие закона 54-ФЗ «О собраниях, митингах, демонстрациях, шествиях и пикетированиях», а прокуратура направила Яшину соответствующее предупреждение. В ответ на это 18 декабря политик подал иск к мэру Москвы Сергею Собянину и чиновникам московской мэрии, обвинив их в скоординированном создании препятствий в реализации полномочий местного самоуправления (по ходатайству адвокатов мэрии рассмотрение иска было перенесено на 2018 год).
18 декабря 2017 года Яшин и Гудков встретились на дне рождения Венедиктова, где Гудков предложил альтернативу «Дню свободных выборов» — митинг на проспекте Сахарова. Гудков подал заявку на следующий день и получил согласование, однако в среде коллег-оппозиционеров был обвинён в провокации и сотрудничестве с властями. Впоследствии он утверждал, что идея митинга на проспекте Сахарова была одобрена Яшиным, но Яшин заявлял, что инициатива проведения мероприятия на этом месте исходила от мэрии, поэтому присоединяться к заявке и переносить «День свободных выборов» он не собирался. Навальный присоединился к предположению о сотрудничестве Гудкова с московскими властями, а Венедиктов попытался договориться с Яшиным о присоединении к согласованному мероприятию, но потерпел неудачу. Чтобы избежать дальнейших обвинений, Гудков отозвал заявку на мероприятие, а 20 декабря суд исключил «День свободных выборов» из календаря районных праздников, поскольку решение о его проведении не было официально опубликовано. 22 декабря Яшин объявил, что городские власти сорвали праздник, поэтому в назначенное время в Лермонтовском сквере будет проведено собрание граждан, не требующее какого-либо согласования.
Мероприятие состоялось, несмотря на то, что полиция не позволила рабочим установить сцену и полевую кухню для участников. По разным оценкам, на встречу пришло от 300 до 1500 человек. Поскольку Яшин ожидал задержания по дороге домой, часть участников «Дня свободных выборов» последовала за ним, проведя своеобразное шествие без лозунгов. 28 декабря 2017 года Яшин был доставлен в ОВД «Красносельское», где на него был составлен протокол об административном правонарушении — проведение публичного мероприятия без подачи уведомления в установленном порядке. Суд рассмотрел дело в тот же день. Защита Яшина утверждала, что организаторы заранее отказались от проведения «Дня свободных выборов» и организовали в сквере встречу с муниципальными депутатами, для которой не требуется согласование, однако суд встал на сторону обвинения и назначил Яшину штраф в 30 тысяч рублей. 16 января Таганский районный суд рассмотрел иск Яшина к Собянину и чиновникам московской мэрии и отказал ему в удовлетворении исковых требований.

#### Выборы мэра Москвы
11 апреля 2018 года Илья Яшин заявил о желании стать кандидатом на выборах мэра Москвы, намеченных на сентябрь в рамках единого дня голосования 2018 года. Эти планы столкнули политика с Дмитрием Гудковым, который объявил о выдвижении чуть раньше и рассчитывал стать «единым кандидатом от оппозиции». Гудков, комментируя планы Яшина, заявил, что в выдвижении прослеживаются «личные интересы даже не столько Ильи, сколько Алексея Навального, полгода уговаривавшего его выступить в пику Гудкову». Политики предложили друг другу определить единого кандидата через процедуру праймериз, но обоих не устроил формат процедуры, предложенный оппонентом. По задумке Гудкова, праймериз должны были пройти в три этапа: сначала за демократических кандидатов голосуют муниципальные депутаты Москвы, затем — в онлайн-режиме и на избирательных участках голосуют жители. На третьем этапе — представители демократических партий и движений. Яшин предлагал выбрать кандидата путём голосования жителей в интернете и на избирательных участках.
Обсуждался также вариант выбрать единого кандидата в рамках праймериз «Яблока», но партия им в этом отказала по формальным основаниям. 3 июня, выступая на Конгрессе независимых муниципальных депутатов, Яшин охарактеризовал ситуацию с поиском единого кандидата так: «Мы не смогли договориться о выдвижении единого кандидата. Это наша общая ответственность. Отсутствие такого кандидата — это катастрофа для нашего фланга, это абсолютно деморализующий фактор для всех. Это ведёт к обречённости». 24 июня Яшин объявил о снятии с выборов из-за того, что не смог преодолеть муниципальный фильтр.

#### Выборы в Мосгордуму (2019)

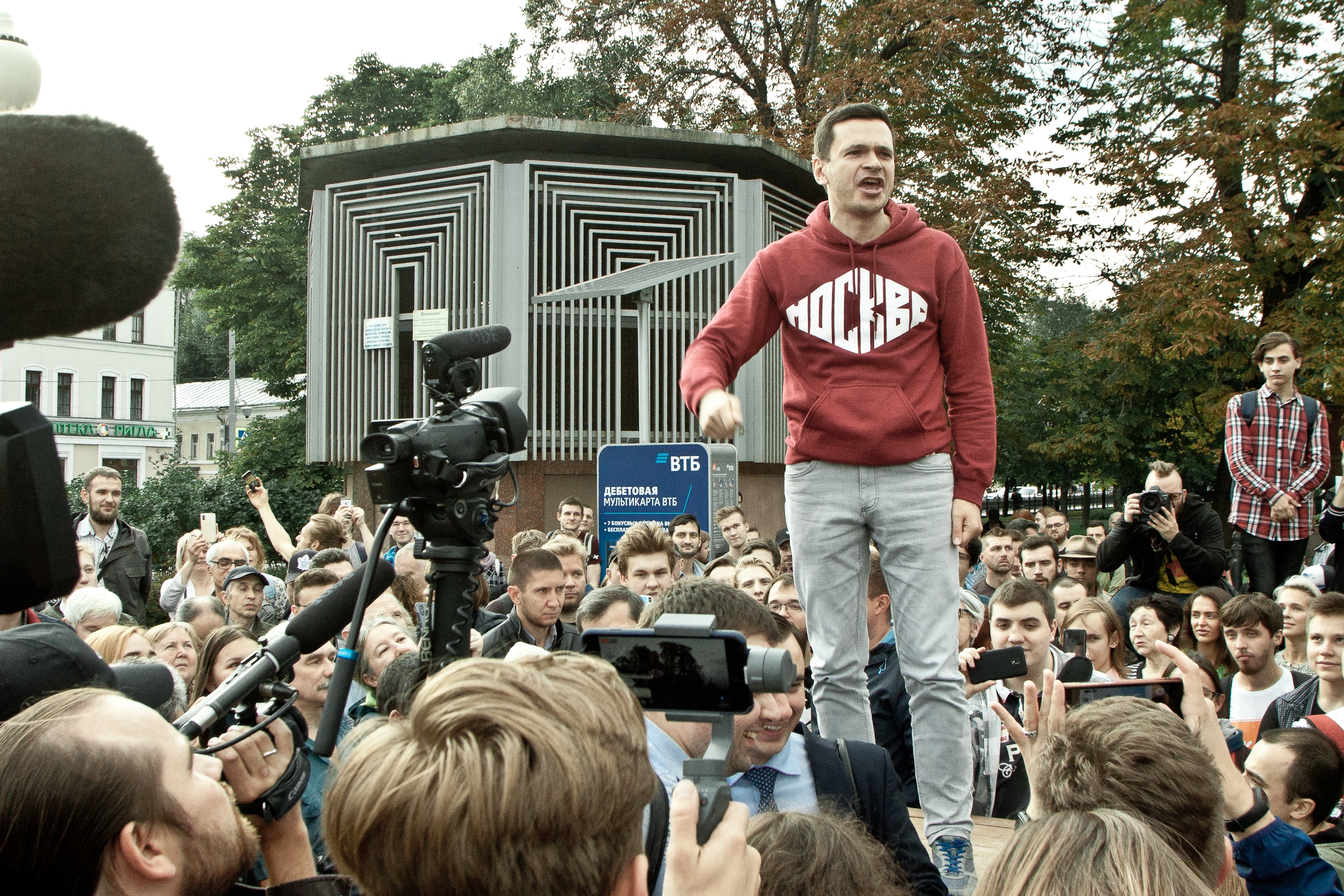
Илья Яшин на митинге в защиту свободных выборов в Москве. Трубная площадь, 18 июля 2019 года

В 2019 году Яшин принял участие в кампании по выдвижению на выборы в Мосгордуму по округу № 45 (Красносельский, Басманный, Мещанский, Сокольники). Команда кандидата собрала более 5000 подписей в поддержку Ильи Яшина, которые были сданы 5 июля. Однако территориальная избирательная комиссия приняла решение о недопуске кандидата к выборам, признав недействительными 11,4 % подписей за выдвижение Яшина при максимальном допустимом браке в 10 %, после чего совместно с другими недопущенными деятелями Яшин участвовал в ежедневных акциях протеста. При этом в ходе кампании протестов стало известно, что штаб Ильи Яшина заказал у Левада-центра проведение опроса, результаты которого показали, что Яшин является наиболее популярным кандидатом в своём округе и, согласно опросам, набирал бы 17 % голосов. Ближайший конкурент, оказавшийся на втором месте, депутат Госдумы от ЛДПР Никита Березин получил 5 %.
Яшин зарегистрирован в квартире своих родителей в Тушино и подписался там за выдвижение в кандидаты Геннадия Гудкова. Однако члены Московской городской избирательной комиссии забраковали его подпись, в числе других.
Яшин пять раз подряд был приговорён к административному аресту в июле-августе 2019 года по обвинению в организации несогласованных акций протеста.

#### Выборы в Мосгордуму (2021)
В июне 2021 года Яшин попытался принять участие в довыборах в Мосгордуму по 37-му округу, назначенных из-за смерти депутата Николая Губенко. Однако окружная избирательная комиссия отказала ему в открытии счёта кандидата в банке, что необходимо для сбора подписей, на том основании, что он «причастен к деятельности экстремистской организации». Согласно принятым в июне 2021 года поправкам в избирательное законодательство России причастность к деятельности экстремистской организации является одним из оснований для недопуска к выборам (п. 3.6 ст. 4 ФЗ «Об основных гарантиях избирательных прав и права на участие в референдуме граждан Российской Федерации»), однако факт причастности к экстремистской организации устанавливается решением суда, а не решением избирательной комиссии. На момент отказа в регистрации в отношении Яшина такое решение суда отсутствовало, в решении избирательной комиссии (по его собственным словам) также не содержалась информация о том, к деятельности какой экстремистской организации причастен Яшин и каким образом. По словам Яшина его не допустили до выборов из-за взаимодействия с Фондом борьбы с коррупцией, расценив это как поддержку экстремистской организации, хотя запрет на участие в выборах распространяется на руководителей и участников организации, к которым Яшин не относился. Запрет на участие в выборах может распространиться и на прочих лиц, причастных к деятельности экстремистской организации, однако для этого требуется мотивированное заключение суда, которого в случае Яшина не было. 7 июля 2021 года Мосгорсуд оставил решение избиркома в силе.

## Публицистическая деятельность
С 2005 года Яшин сотрудничал с «Новой газетой», сначала в качестве специального корреспондента, позднее — обозревателя. Его первая публикация в «Новой» — статья «Они даже сессию сдают с потрохами. В вузах возродился институт стукачества», посвящённая созданному руководством МГТУ им. Баумана молодёжному движению «Россия молодая», задачей которого стали поиск и подавление оппозиционной активности в вузе с использованием административного ресурса.
В 2006 году Яшин адаптировал свою дипломную работу «Технологии организации протеста в современной России» для формата методического пособия и выпустил книгу «Уличный протест», в которой обобщил опыт наиболее успешных акций, проведённых молодёжными политическими движениями в предшествовавшие годы. Книга была издана тиражом в 5000 экземпляров, презентация прошла в офисе движения «Оборона». «Уличный протест» был адресован коллегам Яшина по молодёжной оппозиции и бесплатно распространена среди участников движений «Да!», «Авангарда красной молодёжи», НБП и других, а также представлена в книжных магазинах. По заявлениям Яшина, интерес к книге проявили даже политические оппоненты автора из движения «Наши».

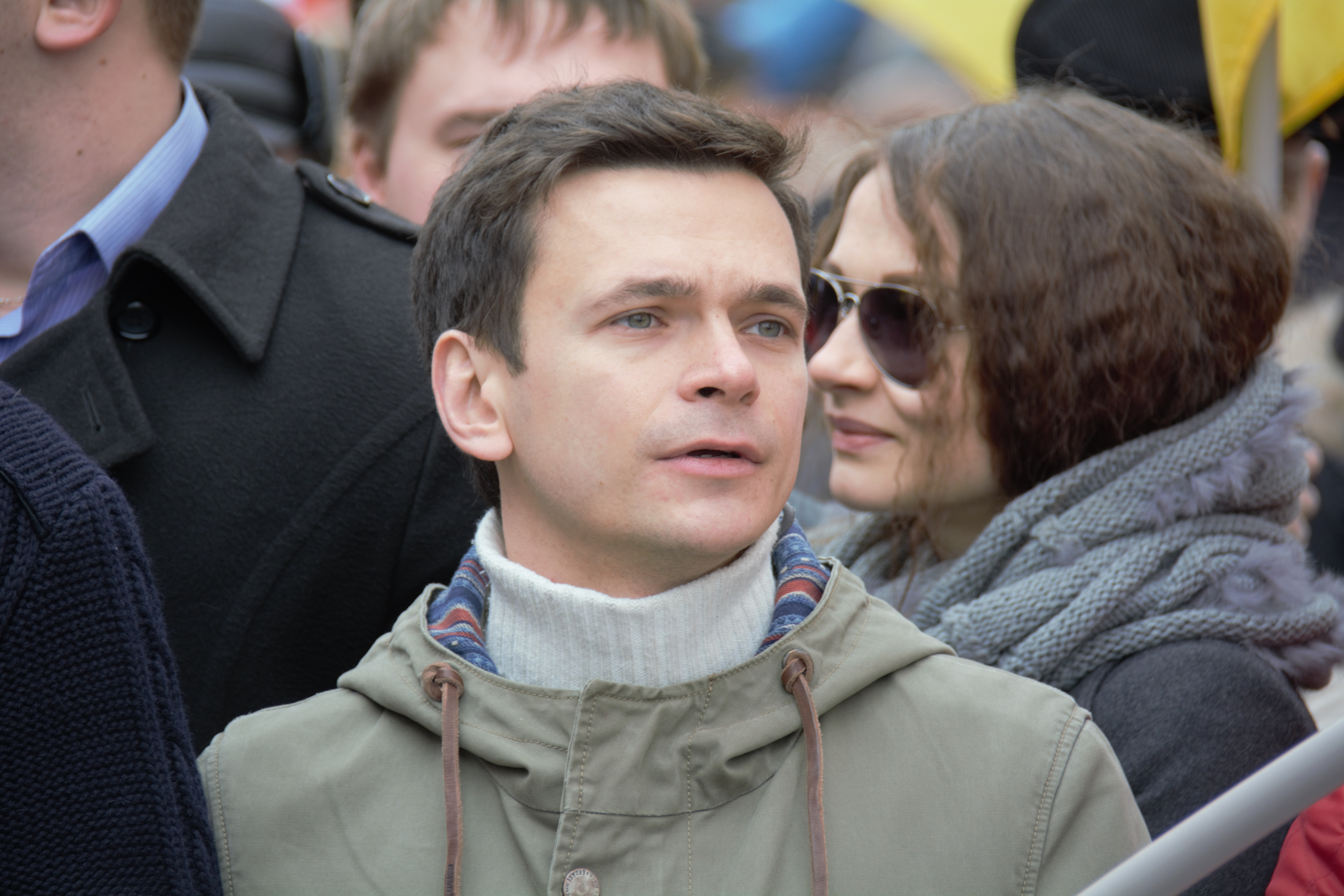
Марш за мир и свободу, 15 марта 2014

Работал над докладом «Путин. Война», посвящённом участию России в вооружённом конфликте на востоке Украины. На момент убийства Бориса Немцова документ не был завершён. Яшин и бывшая помощница Немцова Ольга Шорина возглавили работу команды журналистов и экспертов над восстановлением утерянных при обыске квартиры политика материалов и завершением его проекта. Презентация доклада состоялась 12 марта 2015 года в офисе партии РПР-ПАРНАС.
23 февраля 2016 года в Москве Яшин презентовал доклад о главе Чечни Рамзане Кадырове под названием «Угроза национальной безопасности». В докладе, состоящем из 10 глав, рассказывается, как Кадыров, подражающий политическому стилю Владимира Путина, примешивая к нему национальную и религиозную специфику, стал ключевой фигурой в политике России, угрожающей при попустительстве руководства государства и спецслужб национальной безопасности России. Среди государственных деятелей, лоббирующих интересы Кадырова на федеральном уровне, Яшин назвал Владислава Суркова и Виктора Золотова, выразил убеждение, что к ближайшему окружению Кадырова тянутся нити убийств Бориса Немцова и Анны Политковской. Прямую трансляцию доклада из офиса партии ПАРНАС вело Радио Свобода, в конце мероприятия участников эвакуировала полиция из-за сообщения о заложенной бомбе.
В марте 2018 года Илья Яшин и Владимир Милов представили доклад «Путин. Итоги. 2018» о политических, экономических и социальных итогах правления Путина, посвящённый памяти Бориса Немцова. В своей работе они опирались на данные, публикуемые государственными органами. Авторы доклада отмечают, что за 18 лет нахождения Путина у власти, согласно приведённой им статистике, уровень жизни в России упал на фоне выросших цен, зависимость экономики от нефти только усилилась. 14 марта Яшин и Милов провели презентацию доклада в московском офисе Фонда борьбы с коррупцией. 11 марта, за несколько дней до презентации, полиция изъяла напечатанный тираж доклада. Яшин отметил, что действия полиции незаконны, так как в России не запрещено выступать с критикой президента и отметил: «Однако на практике полиция выполняет функцию политического сыска и арестовывает любые тиражи, где Путина не восхваляют».
В феврале 2022 года, после заявлений Рамзана Кадырова и чиновников Чечни с угрозами убийством критиков Кадырова, связанных с делом Янгулбаевых, Яшин выпустил публичное обращение к Кадырову «Яшин прямо ответил Кадырову на угрозы» и потребовал его отставки. За сутки обращение посмотрело свыше 2 млн зрителей. Также он создал открытую петицию на change.org «Кадырова — в отставку!», она за сутки собрала свыше 100 тысяч подписей.
В феврале 2023 года в американском журнале Time на русском и на английском языках вышла статья Ильи Яшина, в которой он призывает мировое сообщество не винить в преступлениях режима Путина весь русский народ.

## Критика
Политические конфликты
В марте 2017 года президент «Института экономического анализа», бывший советник президента РФ В. В. Путина Андрей Илларионов в открытом письме обвинил Яшина в том, что после убийства 27 февраля 2015 года Бориса Немцова Илья Яшин давал путаные показания об обстоятельствах случившегося и сознательно искажал хронологию. Версию Илларионова проверили журналисты «Эха Москвы». Они провели «следственный эксперимент», по итогам которого главный редактор радиостанции Алексей Венедиктов заявил, что «в показаниях Яшина на суде не обнаружено никаких противоречий».
Скандалы
В марте 2010 года анонимный пользователь опубликовал видеозапись, на которой Яшин, политолог Дмитрий Орешкин и журналист Михаил Фишман пытаются дать взятки сотрудникам ГИБДД. Герои видеоролика назвали материал грубой подделкой, а журналисты изучили материал и обнаружили грубые монтажные склейки.
В марте 2010 года Яшин рассказал об организованной против него сексуальной провокации с участием модели Екатерины Герасимовой, которая после этого приобрела известность как «Катя Муму». Девушка знакомилась с оппозиционными политиками и журналистами (в том числе с Эдуардом Лимоновым, Александром Беловым-Поткиным и Виктором Шендеровичем), вступала с ними в сексуальную связь, это фиксировалось на скрытую камеру и позже публиковалось анонимными пользователями в сети интернет. Эксперты заявляли о вероятной причастности к этому российских спецслужб.
В марте 2012 года сотрудники интернет-издания Life обвинили Яшина, Ксению Собчак и их подругу в нападении, которое произошло в ресторане «Твербуль» на Тверском бульваре. По заявлению журналистов, нападавшие воспрепятствовали работе отдела светской хроники, нанесли побои, сломали съёмочную технику и отобрали карту памяти. Комментируя случившееся, Собчак сообщила, что представители Life пытались записать частный разговор, используя спрятанную в сумке видеокамеру, однако отрицала факт насилия. Впоследствии ГУ МВД возбудило уголовное дело в отношении экс-журналиста НТВ, главы предвыборного штаба Михаила Прохорова на президентских выборах 2012 года Антона Красовского, по ч. 1 ст. 167 УК РФ (умышленное уничтожение или повреждение имущества).
В декабре 2019 года депутаты МО «Красносельский» одобрили бюджет на 2020 год, в котором у главы округа, то есть у Яшина, была увеличена зарплата до 3,04 млн рублей в 2020 году, что на 62 % больше, чем было два года назад (в 2018 году он получал 1,87 млн рублей). Комментируя сообщения ряда СМИ по этому поводу, Яшин написал в Facebook, что глава муниципалитета в Москве не имеет права устанавливать себе размер зарплаты, так как размер окладов муниципальных служащих и глав округов определяется решением городского правительства, и в декабре им всем централизованно повысили оклады.

## Уголовное дело о «фейках о российской армии»
12 июля 2022 года адвокат Яшина Вадим Прохоров сообщил, что Следственный комитет возбудил уголовное дело против его клиента по подозрению в распространении заведомо ложной информации о российской армии. Сам Яшин в это время находился в ИВС, где отбывал арест на 15 суток за неповиновение полицейскому. 13 июля 2022 года Басманный суд Москвы избрал Илье Яшину меру пресечения в виде содержания под стражей. Дело вело Главное следственное управление Следственного комитета России.
22 июля 2022 года Министерством юстиции России внесён в список физических лиц «иностранных агентов».
9 сентября Басманный суд продлил арест Илье Яшину. 12 октября Московский городской суд признал, что продление ареста Илье Яшину было законным.
В начале ноября 2022 года дело Яшина передали для рассмотрения в Мещанский районный суд Москвы, судье Оксане Горюновой. По мнению обвинения, политик во время своего интернет-стрима в апреле 2022 года распространил «заведомо ложные сведения о совершении Вооружёнными силами Российской Федерации расправы над местным населением в украинском городе Буче» во время российского вторжения на Украину. На суде Яшин объяснил, что пытался быть объективным и разобраться в случившемся, обратил внимание суда на то, что в ходе прямого эфира он употреблял фразы «можно предположить», «это выглядит как», «давайте изучим аргументацию обеих сторон», но ничего не констатировал. Яшин сказал: «Я вижу трясущиеся руки у прокурора Белова. Вспоминаю, как тряслись руки у членов ГКЧП. Все прекрасно помнят, чем это закончилось 30 лет назад». Защита Яшина ходатайствовала о приостановлении производства по делу для обращения в Конституционный суд РФ, чтобы выяснить, не противоречит ли статья 207.3 Уголовного кодекса Конституции РФ. Однако судья Горюнова отказалась выполнить эту просьбу защиты.
9 декабря 2022 года Мещанский районный суд приговорил Илью Яшина к 8 годам и 6 месяцам колонии общего режима. 19 апреля 2023 года Московский городской суд оставил приговор в силе.
В период заключения неоднократно отправлялся в штрафной изолятор (ШИЗО). В первый раз был помещён в ШИЗО на пять суток в декабре 2023 года. В апреле 2024 года, по словам его адвоката Михаила Бирюкова, Яшина отправили в ШИЗО на десять суток «за нарушение формы одежды: он снял куртку утром во время приёма пищи». В мае 2024 года Яшин был снова отправлен на 15 суток в штрафной изолятор колонии (ШИЗО). Из-за этого у него сорвалось свидание с родителями. Согласно официальному заявлению представителей ФСИН, что оппозиционер был отправлен в изолятор за систематические нарушения. По информации, размещённой в Telegram-канале, который принадлежит осуждённому, формальным поводом для отправки в ШИЗО стало то, что Яшин покинул спальное место в бараке якобы на 3 минуты позже команды «подъём». В начале июня 2024 года срок содержания в ШИЗО продлили на 12 суток. Как сообщается в Telegram-канале бывшего муниципального депутата, причиной этого стало нарушение формы одежды. Как указано в Telegram-канале осуждённого, после выхода из душевой политик снял робу, чтобы сменить майку, что было воспринято как нарушение.
В июле 2024 года присвоено звание почётного гражданина Парижа.

## Обмен

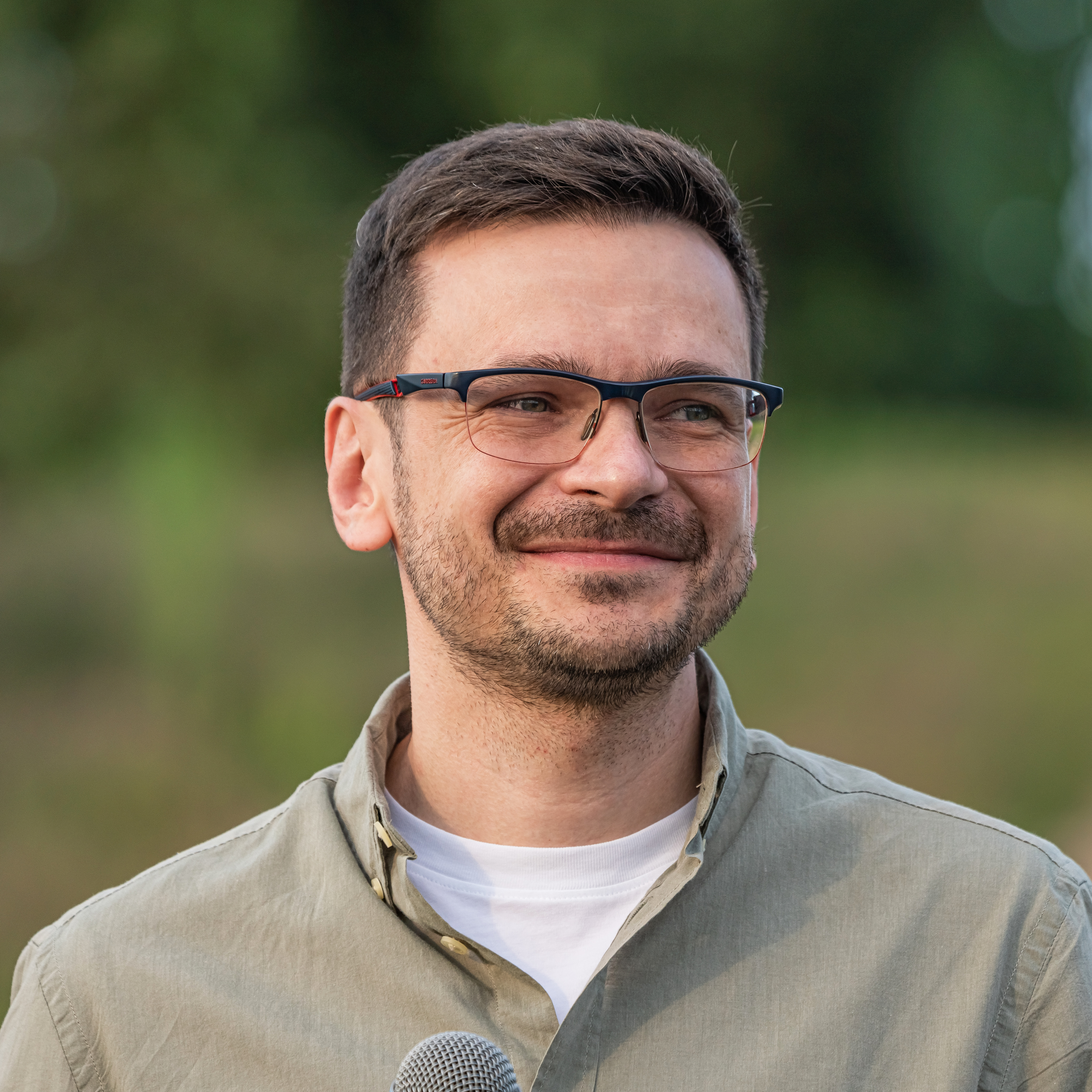
Яшин в 2024 году, вскоре после обмена

1 августа 2024 года был отпущен на свободу в рамках обмена заключёнными между Россией и Западом.
Прибыв в Германию после освобождения из заключения, Яшин заявил: «То, что со мной произошло первого числа, я не рассматриваю как обмен, я рассматриваю это мероприятие именно как незаконное выдворение из России против моей воли». Яшин сказал, что написал заявление на имя начальника СИЗО «Лефортово», в котором отказался дать согласие «на высылку за пределы России». Он также заявил, что хочет вернуться в Россию, но ему дали понять, что его возвращение «исключит любые обмены политзаключёнными в обозримой перспективе». 21 августа стало известно, что Илья Яшин отказался от политического убежища в Германии. Как заявил политик, согласие на убежище означало бы, что он больше не сможет посетить Россию.

## Семья и личная жизнь

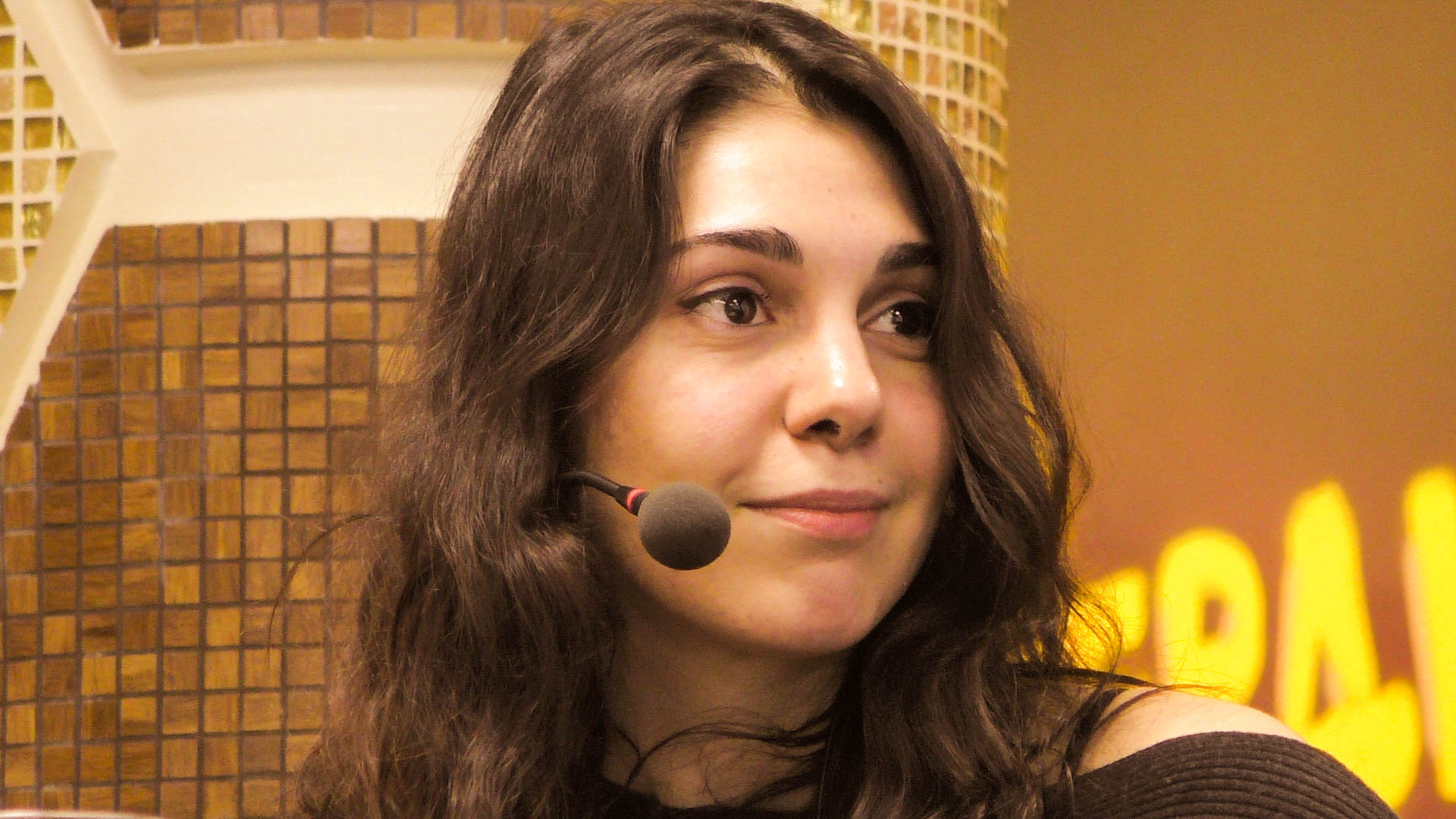
Вера Мусаелян, 2017 год

В 2011—2012 годах состоял в отношениях с Ксенией Собчак. Яшин и Собчак познакомились на оппозиционном митинге, причём на тот момент Собчак состояла в отношениях с Сергеем Капковым. Об отношениях Собчак с Яшиным стало известно, когда в июне 2012 года полиция пришла с обыском в квартиру телеведущей и обнаружила там Яшина.
1 февраля 2020 года солистка группы «АлоэВера» Вера Мусаелян на своём концерте объявила о помолвке с Яшиным. 26 сентября 2020 года состоялась их свадьба. 8 октября 2021 года Яшин сообщил о разводе.
Болельщик московского футбольного клуба «Спартак».

## Доходы
В интервью телеканалу «Дождь» в 2012 году о своих доходах Илья Яшин рассказывал, что его «кормит диплом политолога» и что он зарабатывает написанием статей для разных изданий (в том числе «Новая газета» и The New Times). Известно также, что Яшин работал экспертом в национальном исследовательском университете «Высшая школа экономики».
С избранием главой Красносельского муниципального округа официальная зарплата Ильи Яшина, не считая премий, составила 90 тысяч рублей.

## В культуре
Литературные произведения
Яшин — один из героев книги Валерия Панюшкина «12 несогласных» — сборника новелл о героях протестных акций, изданного в 2009 году. Помимо истории Яшина, в книге представлены истории Гарри Каспарова, Виктора Шендеровича, Марии Гайдар, Сергея Удальцова, Максима Громова, Андрея Илларионова, Марины Литвинович, Анатолия Ермолина, Виссариона Асеева и Натальи Морарь.
Политик стал прототипом одного из героев романа Сергея Минаева «Media Sapiens. Повесть о третьем сроке» — юноши по имени Яша.
Документальные фильмы
- «Несносные дети ВВП», фр. Vladimir Vladimirovich Putin's enfants terribles (режиссёр: Морис Руфен, производство: Франция), 2006 год
- «Поцелуй Путина», дат. Putins kys (режиссёр: Лизе Бирк Педерсен, производство: Дания, Россия), 2012 год
- «Зима, уходи!» (режиссёры: Алексей Жиряков, Денис Клеблеев, Дмитрий Кубасов, Аскольд Куров, Надежда Леонтьева, Анна Моисеенко, Мадина Мустафина, Зося Родкевич, Антон Серёгин, Елена Хорева, производство: Россия), 2012 год
- «Срок» (режиссёры: Алексей Пивоваров, Павел Костомаров и Александр Расторгуев, производство: Россия), 2014 год
- Выступил как комментатор политической ситуации в фильме «Болотная лихорадка»[148].
- «Слишком свободный человек» (режиссёр: Вера Кричевская, сценарий: Михаил Фишман, композитор: Андрей Макаревич, производство: Россия) 2016 год
- «Свидетель» (Дмитрий Кубасов, Россия) 2022 год[149]

Художественные фильмы
- Илья Яшин стал прототипом для героя Петра Фёдорова в фильме «Её звали Муму» режиссёра Владимира Мирзоева[150]

## Интервью
- В 2022 году дал интервью журналисту Юрию Дудю, выпущенное 16 июня[151]
- В 2024 году после освобождения из тюрьмы, дал интервью журналисту Юрию Дудю, выпущенное 12 августа[152]

## Публикации
- Уличный протест. — М.: Галлея-Принт, 2005. — 55, [1] с.
- Угроза национальной безопасности. — М., 2014. — 64 с.
- Партия «Криминальная Россия»: независимый экспертный доклад. — М., 2016. — 64 с.: цв. ил., портр.
- Сопротивление полезно. — Ижевск: Freedom Letters, 2023.